# Balcones de Lima

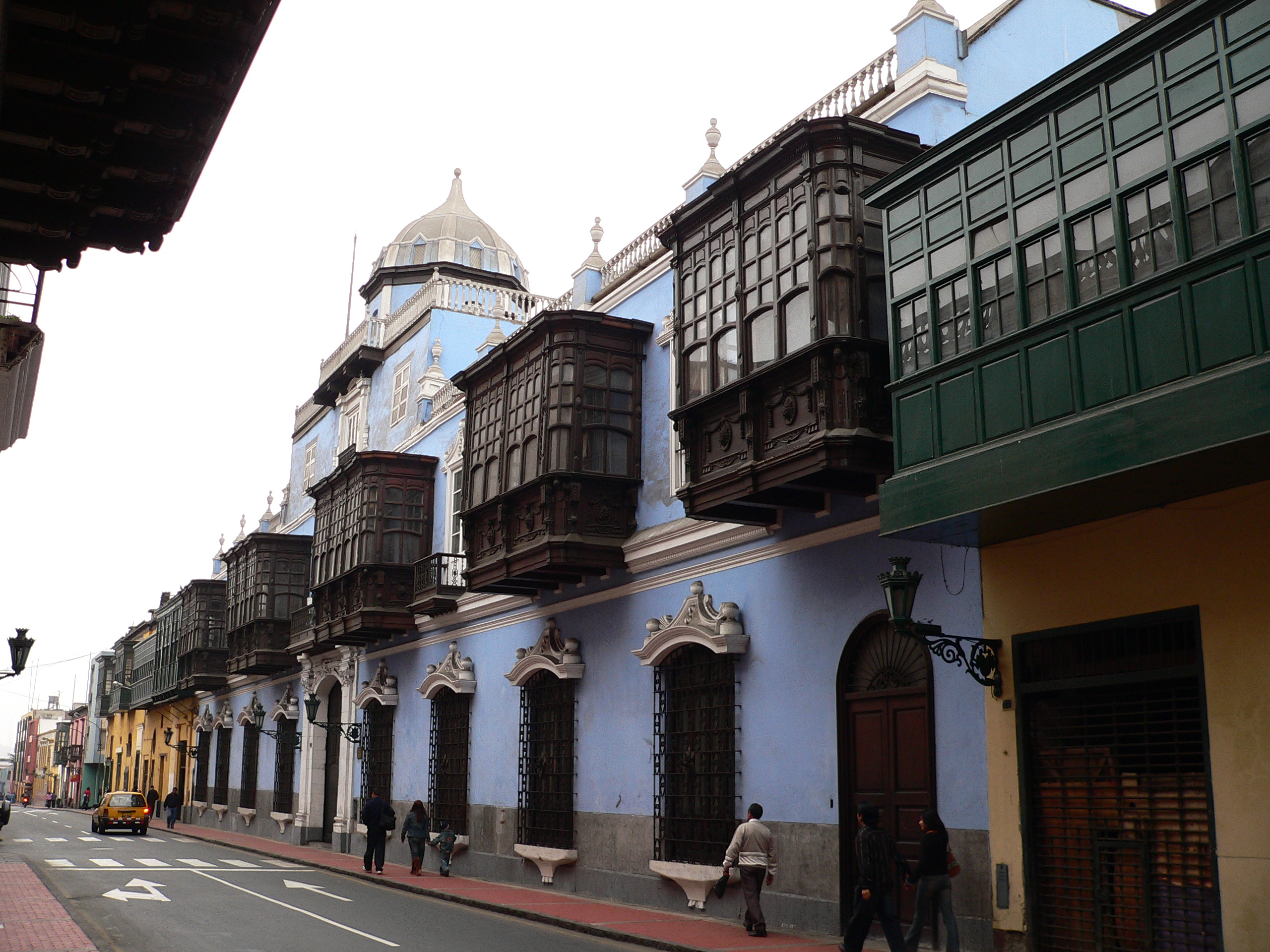
Fachada de la Casa de Osambela situada en el jirón Conde de Superunda. Se aprecian sus balcones de estilo Luis XVI ornamentados con guirnaldas.

Los balcones de Lima, que fueron construidos tanto en la época virreinal como durante la República y que existen hasta hoy, principalmente en el centro histórico de Lima (distritos de Lima y Rímac), son parte del patrimonio arquitectónico de la ciudad capital del Perú.
En el centro histórico de Lima abundan los balcones, los cuales le dan a la ciudad un aspecto muy original. Los balcones, junto a los demás monumentos arquitectónicos de Lima, han sido la razón por la cual la Unesco declaró al casco antiguo de la ciudad como Patrimonio de la Humanidad. Tienen su origen en la mashrabiya de la arquitectura morisca, la cual llegó al sur de España durante la ocupación mora y luego los españoles la llevaron a América.

## Reseña histórica

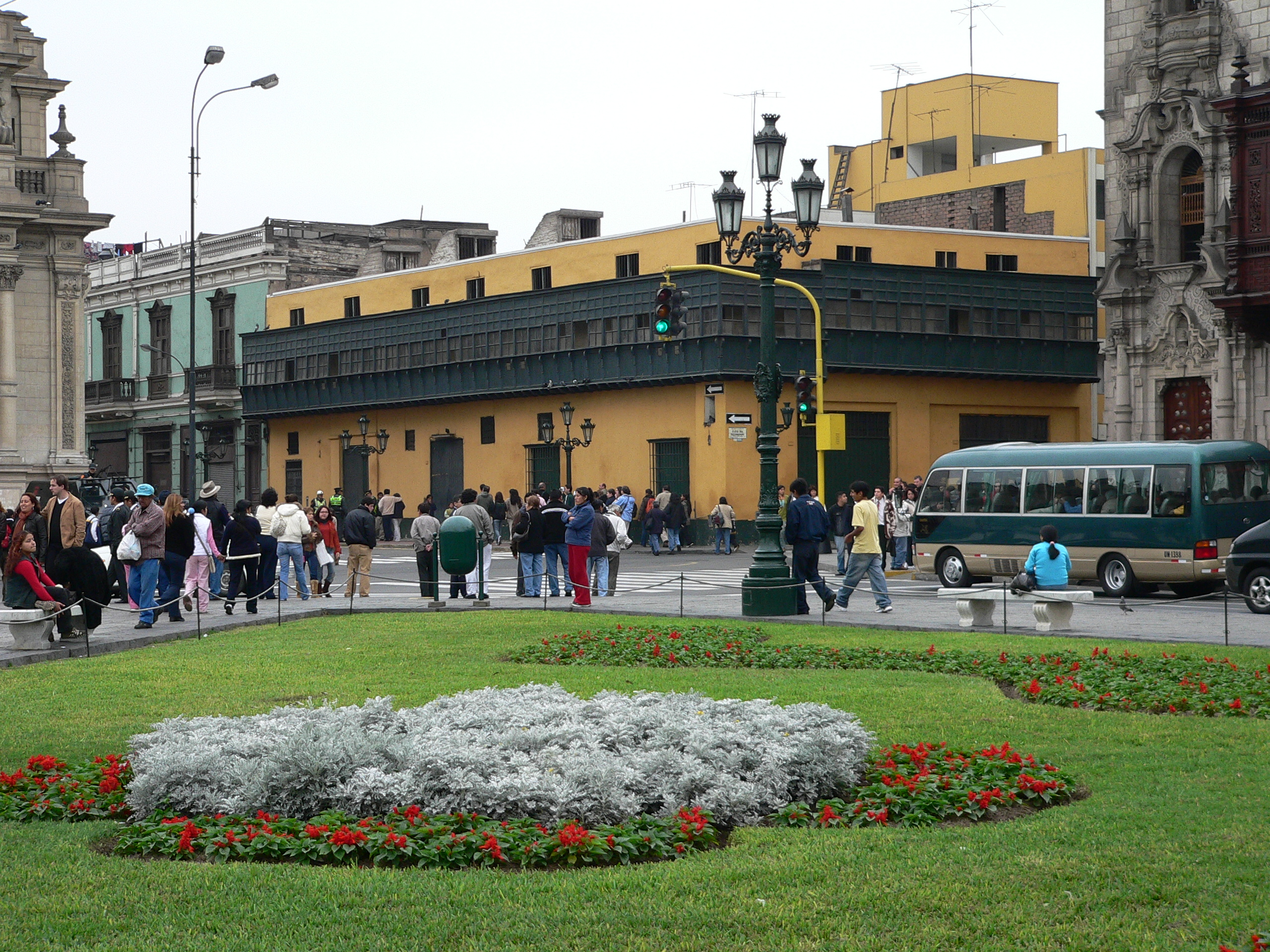
El balcón esquinero, de principios del, de la Casa del Oidor es el único de fábrica virreinal que queda en la Plaza Mayor de Lima.

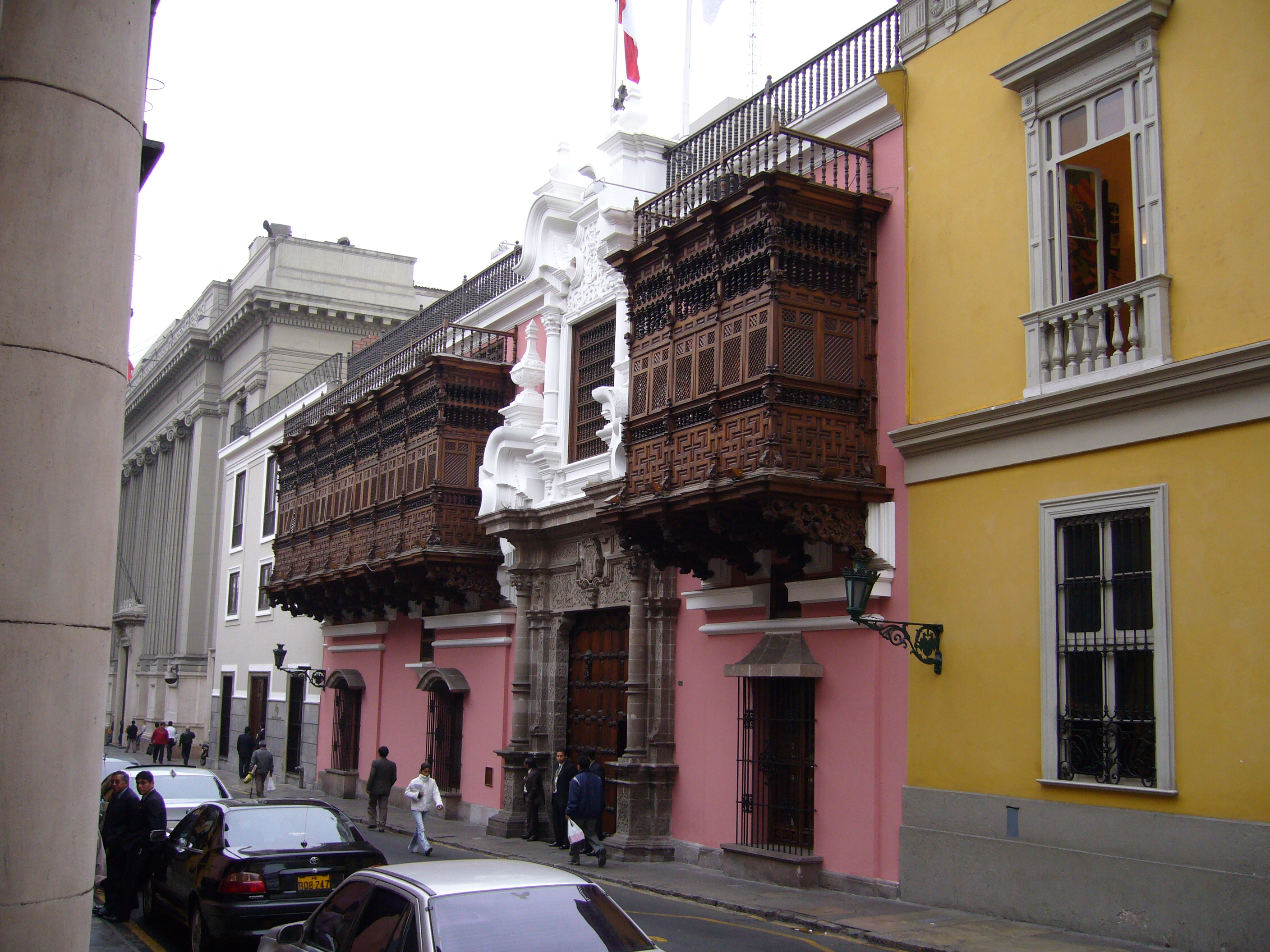
Fachada del Palacio de Torre Tagle, con pórticos y arcos de piedra tallada y artísticos balcones moriscos de madera tallada.

El historiador Antonio San Cristóbal, basándose en los conciertos de obra (registro efectuado en la fecha en que se realizaba la edificación), distingue dos períodos en la construcción de los balcones.
- Primer período: en las fachadas de las casas limeñas del siglo XVI y principios del siglo XVII se alzaron los balcones llanos abiertos y las galerías abiertas y alargadas por toda la fachada de la calle.

- Segundo período: a principios del siglo XVII empezaron a aparecer los balcones cerrados de cajón imponiéndose su predominio desde la década de 1620 en adelante y desplazando gradualmente a los balcones abiertos llanos.

## Tipos de balcones
- Balcones abiertos: sólo contaban con el antepecho sobre la plataforma pero carecían del cerramiento alzado entre el antepecho y la cubierta. Su altura era de una vara y cuarta, su anchura como para que quepa una silla dentro y en algunos de ellos se alzaba un guarda polvos de madera para protección de la lluvia.

- Balcones rasos: no sobresalen del muro de la fachada, el vano del muro se rasga hasta el suelo de la habitación pero no existe la plataforma exterior volada. El antepecho cierra la parte baja del vano sin sobresalir en un volumen antepuesto a la fachada.

- Balcones de cajón: surge como una derivación externa de los corredores volados de madera alzados en los patios limeños, variando el modo de cerramiento en todo el frente visible mas no en la estructura del piso, la cubierta y la de los soportes. Se le atribuía la misma anchura que los corredores volados o bien un ancho de una vara y cuarta.

- Balcones largos de cajón: inicialmente como galerías corridas abiertas, la introducción de los vidrios los transformó diferenciándolos en dos tipos, como balcones abiertos en las casas de múltiples usuarios y balcones de cajón corrido en las casas de un solo vecino.

## Características
En los balcones de cajón anteriores al terremoto de 1687 se impuso la conformación de tres estratos superpuestos.
- Antepecho: compuesto básicamente de tableros cerrados o abiertos y también de alguna andana de balaustres o jarrillas.

- Celosías: varillas de cedro entrecruzadas.

- Balaustres: unidos con arquillos, a veces seguía una faja estrecha de pequeños tableros sobre la que se asentaban los canecillos entablados que recibían la torta de barro de la cubierta.

## Estructura

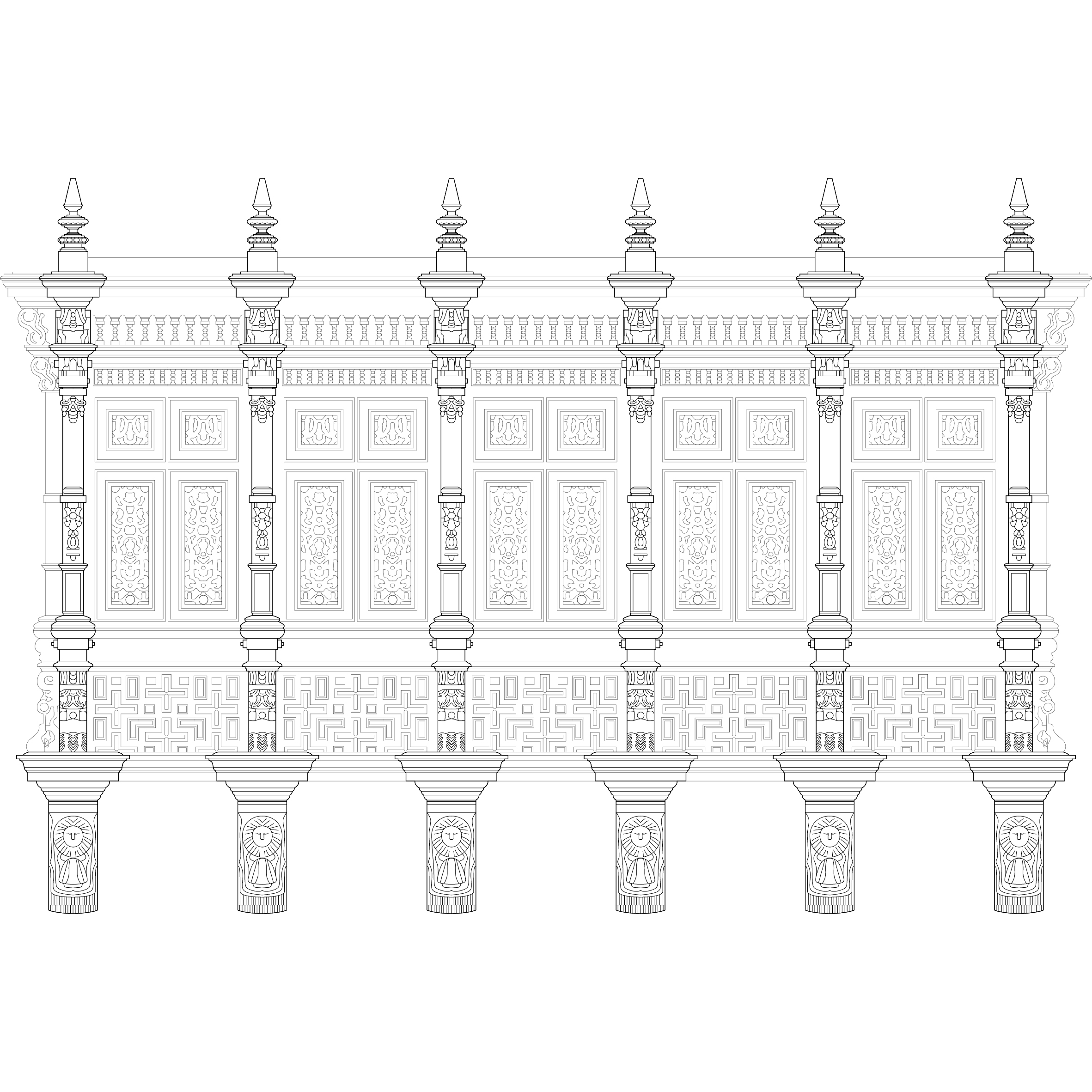
Vista frontal de uno de los balcones del Palacio Arzobispal de Lima

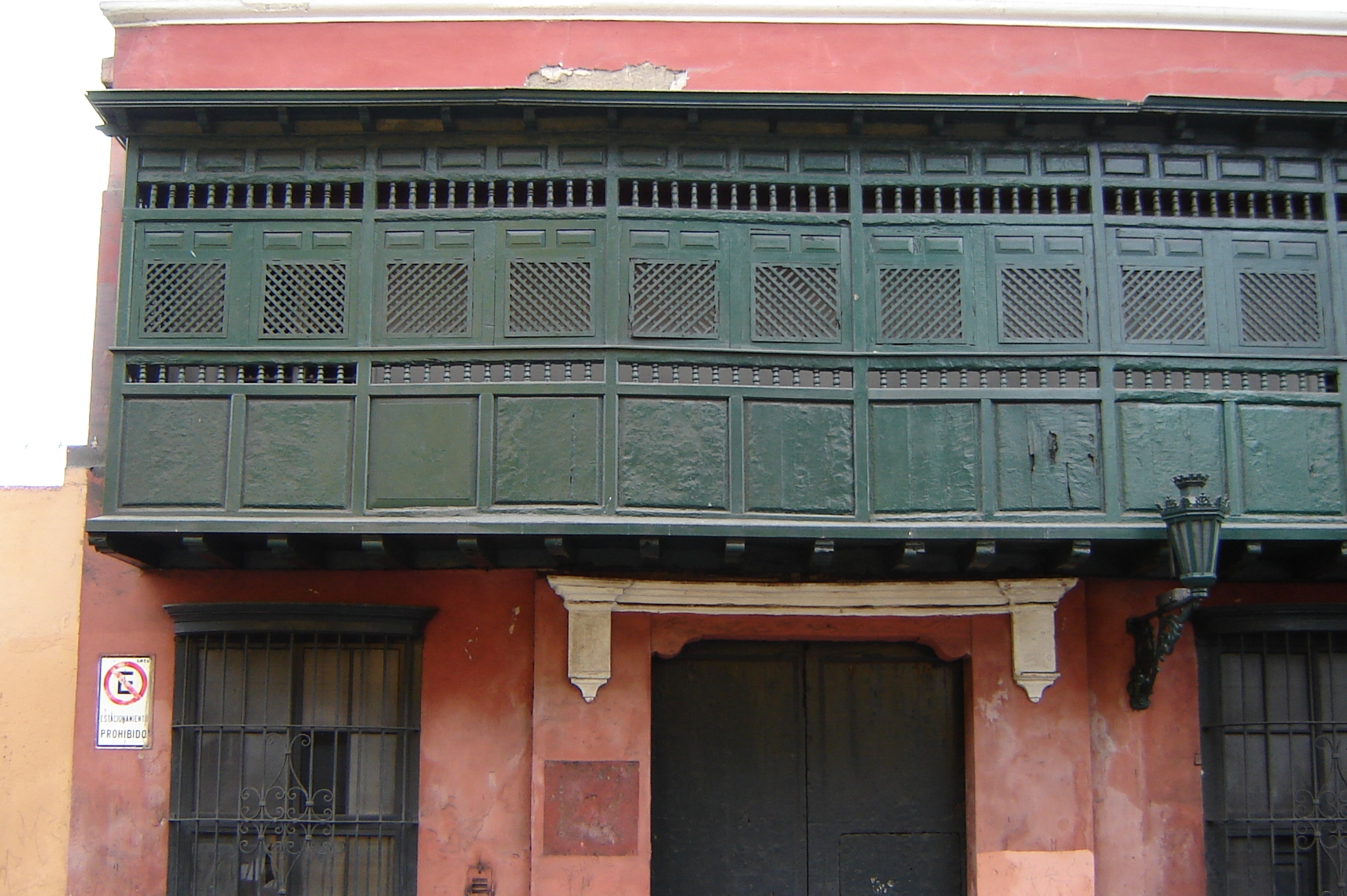
Balcón original y típico del siglo XVII, perteneciente a la casa donde se encuentra el Museo de Arte Taurino en la calle Matavilela (cuadra 3 del jirón Conde de Superunda) en el centro histórico de Lima.

La plataforma del balcón era similar a la de los corredores y se formaba por cuartoncillos salientes del muro, a veces sobre canecillos, que soportaban una viga sobre la que se asentaban los soportes verticales de la cubierta.
La estructura básica del balcón limeño se mantuvo invariable a pesar de su evolución. El panel externo recubría la armadura estructural con el ensamblaje de trabajos de carpintería propios de la arquitectura virreinal peruana.

## Conservación
Entre los años 1996 y 1998 la Municipalidad Metropolitana de Lima promovió un singular programa, dentro del Plan de Recuperación del Centro histórico de Lima, para recuperar, y devolverles su estado original, a estos valiosos componentes de la escena urbana.
Este programa consistió en invitar a diversas instituciones públicas y privadas a «adoptar» un balcón, de modo que asuman la inversión que significaría su conservación y restauración. El monto global de la inversión llegó en dicho período a los 800 000 dólares.

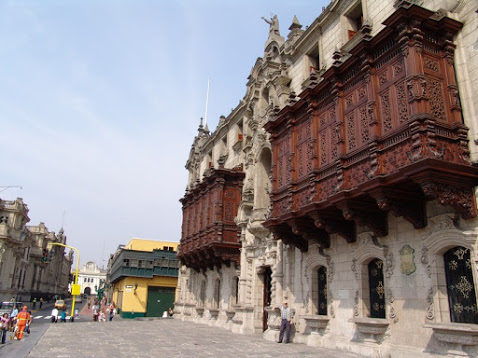
Balcón ricamente decorado del Palacio arzobispal de Lima.